# All-in-One

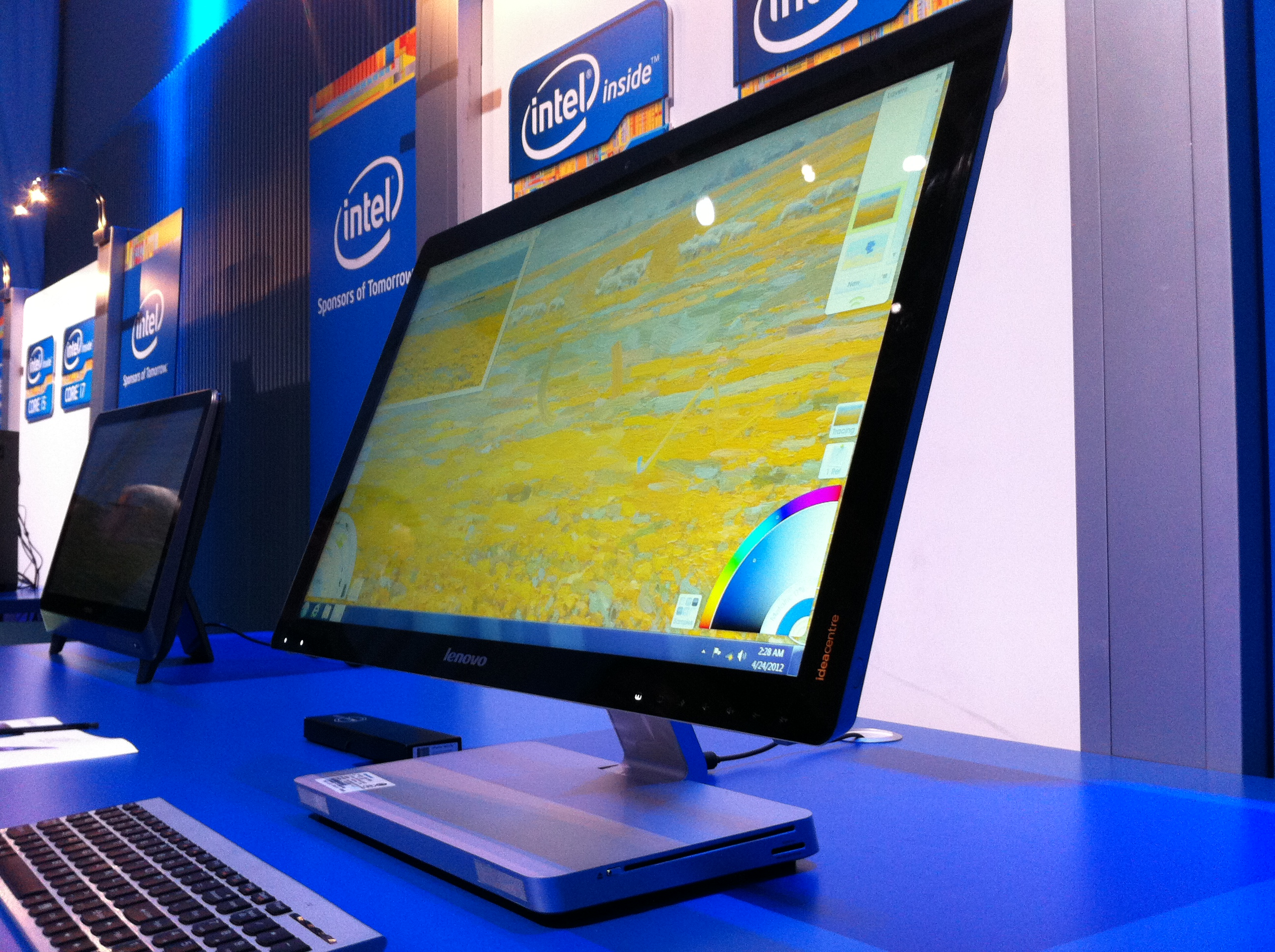
All-in-One PC

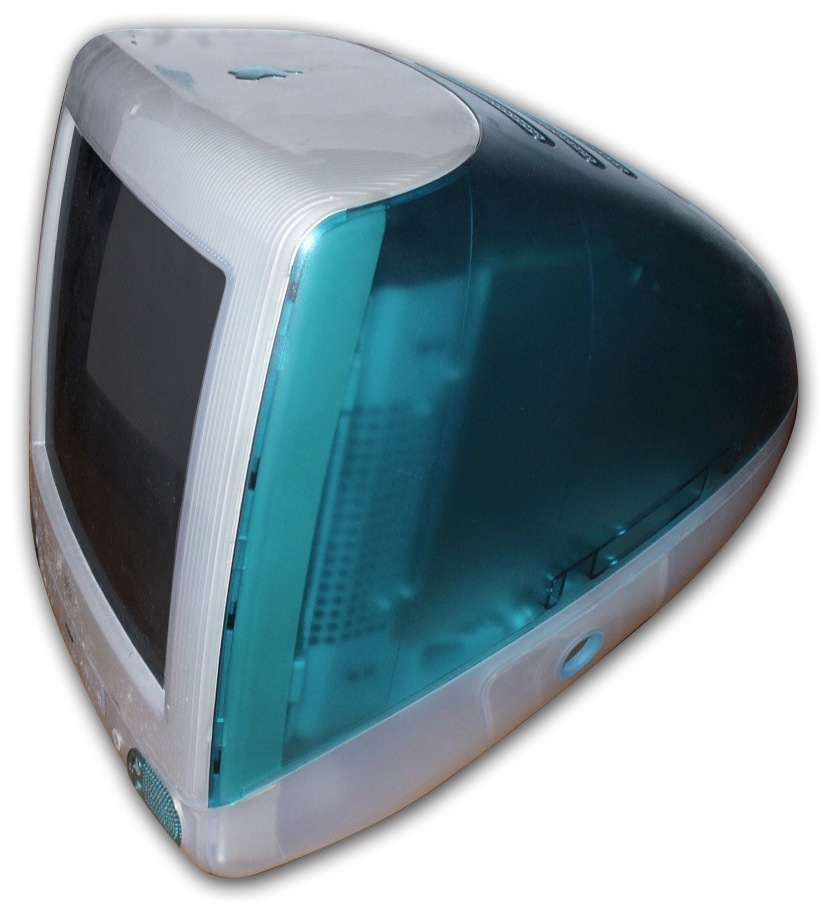
Prima generație Apple iMac all-in-one din 1998

All-in-One PC sau all-in-one desktop este un calculator ce are toate componentele hardware și monitorul incorporate într-o carcasă comună, astfel încât întregul PC este conținut într-o singură unitate. 
Designul "all-in-one" a debutat cu Apple iMac în 1998. În anii 2000, succesul Apple a adus și alți producători, cum ar fi Acer, Asus, Dell, HP, Lenovo, MSI.

## Avantaje și dezavantaje
- lipsa cablurilor
- consum redus, componentele sunt ULV (ultra low voltage)
- prezența unui touchscreen
- factor de formă mai mic decât PC-urile desktop.

Cele mai importante dezavantaje sunt opțiuni limitate de schimbare ale componentelor precum și prețul ridicat.